# Gärda Svensson
Gärda Svensson, född 30 augusti 1895 i Sibbarp, Hallands län, död 15 juni 1985 i Ljungby, Hallands län, var riksdagsledamot för Bondeförbundet.
Hon blev 1932 den första ordföranden för hallandsavdelningen av Svenska Landsbygdens Kvinnoförbund (SLKF, en föregångare till Centerkvinnorna). Året efter blev hon förbundssekreterare för hela SLKF, en post hon höll till 1966.
Hon stod på bondeförbundets valsedel till riksdagens andra kammare första gången 1940, men misslyckades då att komma in. Istället lyckades hon som första kvinna inom bondeförbundet bli invald i första kammaren 1945. Hon var den första kvinnan ur sitt parti att väljas in i riksdagen oavsett kammare. Hon och Ebon Andersson blev den tredje och fjärde kvinnan som invaldes i riksdagens första kammare. 
Hon behöll sin riksdagsplats fram till 1963. Hon var suppleant i statsutskottet och ledamot av livsmedelskommissionens konsumtionsråd samt tillhörde styrelsen för Hemmets forskningsinstitut.